# Алгебраїчна алгебра
Алгебраїчна алгебра — алгебра А над полем F, всі елементи якої є алгебраїчними. Алгебра A називається алгебраїчною алгеброю обмеженого степеня, якщо вона алгебраїчна і степені мінімальних анулюючих многочленів її елементів обмежені деяким спільним числом. Підалгебри і гомоморфні образи алгебраїчної алгебри A теж є алгебраїчними алгебрами. Якщо при цьому A є алгеброю скінченного степеня то такими ж будуть і її підалгебри та гомоморфні образи
Приклади алгебраїчної алгебри: локально скінченні алгебри (зокрема скінченновимірні), нільалгебри, асоціативні тіла із зліченною множиною твірних над незліченним полем.

## Властивості
- Радикал Джекобсона алгебраїчної алгебри є нільідеалом.
- Примітивна алгебраїчна алгебра є ізоморфною щільній алгебрі лінійних перетворень векторного простору над тілом, якщо при цьому А є алгеброю обмеженого степеня, то А — ізоморфна кільцю матриць над тілом.
- Алгебраїчна алгебра без ненульових нільпотентних елементів (зокрема, тіло) над скінченним полем є комутативною. Звідси випливає комутативність скінченних тіл.
- Якщо основне поле є незліченним, то алгебра, одержана з алгебраїчної алгебри розширенням основного поля, а також тензорний добуток алгебраїчних алгебр є алгебраїчною алгеброю.